# Östersundom

Ubicación de Östersundom.

Östersundom o Itäsalmi es el distrito número 55 de Helsinki. Se incorporó a Helsinki el 1 de enero de 2009 como parte del Concejo de Lounais-Sipoo, y en Helsinki se constituyó un distrito del mismo nombre. Anteriormente, como parte de la villa de Sipoo, también tenía el nombre finlandés de Itäsalmi.
Al círculo de Östersundom pertenecen, además del propio Östersundom, las áreas de Salmenkallio, Talosaari, Karhusaari y Ultuna, esta última subdividida en Landbo y Puroniitty. En el distrito existen nuevas zonas residenciales junto al mar en Karhusaari y en la zona norte de Landbo. Según el censo de 2008/2009 en el distrito vivían 2.095 personas, de las que 542 vivían en el Östersundom central.
Forma parte también de Östersundom el área llamada Koivuniemi, donde el escritor finés Zacarías Topelius vivió los últimos años de su vida.
- Datos: Q678399
- Multimedia: Östersundom / Q678399